# Guillermo A. Lemarchand
Pour les articles homonymes, voir Lemarchand.
Guillermo A. Lemarchand est un physicien argentin né en 1963. Il dirige SETI META II à l'Institut de radioastronomie d'Argentine. Il travaille également au Center for Advanced Studies de l'université de Buenos Aires. Au sein de SETI, il a écrit de nombreux articles sur les problèmes de détection. Depuis 1993, il est l'éditeur des Bioastronomy News, revue de l’International Astronomical Union, et de The Planetary Society. Académicien (Section des sciences) Académie internationale d'astronautique (IAA).

## Publications (livres comme auteur ou l'éditeur)
- Inteligencia Extraterrestre, A.A. Cocca, F.R. Colomb, G.A. Lemarchand et al., Casa de Cultura de Cordoba, Cordoba (1988)
- Scientists, Peace and Disarmament, G.A. Lemarchand & A.R. Pedace, eds, World Scientific Co., Singapore, London & New York, (1988)
- El Llamado de las Estrellas, Lugar Editorial, Buenos Aires (1992)
- Vida y Cosmos, Montevideo (1995)

- The Search for Extraterrestrial Intelligence SETI in the Optical Spectrum II, S. A. Kingsley and G. A. Lemarchand, eds.,SPIE Conference Proceedings, vol. 2704, International Society for Optical Engineering, Washington, D.C., (1996)

- Origins: From the Big Bang to the Civilizations, An Introduction to Astrobiology, Kluwer Academic Press and Springer (2000)
- Bioastronomy '99: A New Era in the Search for Life in the Universe, ASP Conference Series  (2000)

- Memorias del Primer Foro Latinoamericano de Presidentes de Comités Parlamentarios de Ciencia y Tecnología;  G.A. Lemarchand, editor,  Secretaria de Ciencia y Tecnología de la Nación, Cámara de Diputados de la Nación Argentina; Imprenta del Congreso Nacional, Buenos Aires (2005)

- Sistemas nacionales de ciencia, tecnología e innovación en América Latina y el Caribe, G.A. Lemarchand, editor, Estudios y documentos de política científica de ALC; vol. 1, UNESCO, Montevideo (2010)

- National science, technology and innovation systems in Latin America and the Caribbean, G.A. Lemarchand editor, Science policy studies and documents in LAC; vol. 1, UNESCO, Montevideo (2010)

- Astrobiología: del big bang a las civilizaciones, G. A. Lemarchand & G. Tancredi eds., Tópicos especiales en ciencias básicas e ingeniería; vol. 1,  UNESCO, Montevideo (2010).

- Ciencia para la paz y el desarrollo: el caso del Juramento Hipocrático para científicos, G.A. Lemarchand, editor, Estudios y documentos de política científica de ALC; vol. 2, UNESCO, Montevideo (2010).

- ISTIC-UNESCO-WFEO Workshop on Science, Engineering and Industry: Innovation for Sustainable Development;  by Bereciartua, Pablo J. et Lemarchand, Guillermo A. (eds). UNESCO, Montevideo (2011).
- Mapping research and innovation in the Republic of Botswana, GO-SPIN country profiles in science, technology and innovation policy, vol.1, G.A. Lemarchand et S. Schneegans, eds., UNESCO, Paris, (2013). 140 pp.
- Mapping research and innovation in the Republic of Zimbabwe, GO-SPIN country profiles in science, technology and innovation policy, vol.2, G.A. Lemarchand et S. Schneegans, eds., UNESCO, Paris, (2014), 240 pp.
- Mapping research and innovation in the Republic of Malawi, GO-SPIN country profiles in science, technology and innovation policy, vol.3, G.A. Lemarchand et S. Schneegans, eds., UNESCO, Paris, (2014), 260 pp.